# Arheološko nalazište s crkvom sv. Mihovila Arhanđela na Arkanđelu
Arheološko nalazište s crkvom sv. Mihovila Arhanđela, zaštićeno kulturno dobro na otoku Arkanđelu, područje naselja Vinišće, općina Marina

## Opis dobra
Na otoku Arhanđelu se u srednjem vijeku nalazio posjed i crkva trogirske benediktinske opatije sv. Ivana. Danas su na lokalitetu vidljivi ostaci crkve posvećene sv. Mihovilu Arhanđelu. Crkva je orijentirana u smjeru istok-zapad te je građena u romaničkom slogu od priklesanog kamena u obilatom mortu. Pravokutnog je tlocrta, s polukružnom apsidom te zvonikom na zapadnom pročelju. Danas su zidovi crkve degradirani gotovo do zemlje dok je južni zid s masivnim kontraforima sačuvan do visine prozora. Ostatak zida koji je vjerojatno nekada ograđivao kompleks benediktinskog hospicija nalazi se sjeverozapadno od crkve. Pretpostavka je da su crkva i pripadajući kompleks egzistirali već u 12. st.

## Zaštita
Pod oznakom Z-4320 zavedeno je kao nepokretno kulturno dobro - pojedinačno, pravna statusa zaštićena kulturnog dobra, klasificirano kao "arheološka baština".